# 1146 Biarmia
Az 1146 Biarmia (ideiglenes jelöléssel 1929 JF) a Naprendszer kisbolygóövében található aszteroida. Grigorij Neujmin fedezte fel 1929. május 7-én.